# 대전광역시 소방본부
대전광역시 소방본부(大田廣域市 消防本部, Daejeon Fire Department)는 대전광역시를 관할하는 대전광역시청 산하의 소방본부이다. 대전광역시 서구 둔산로 100에 위치하고 있다.
본부장은 소방준감으로 보한다. 산하에 5개 소방서, 1개 특수구조단을 두고 있다.

## 연혁
- 1946년 충청남도소방청 대전소방서 개서
- 1989년 대전직할시 소방본부 설치
- 1995년 대전광역시 소방본부로 변경

### 역대 본부장
| 대수 | 이름   | 임기                                |
| ---- | ------ | ----------------------------------- |
| 1대  | 이영주 | 1989년 1월 1일 ~ 1991년 12월 31일   |
| 2대  | 이학기 | 1992년 1월 1일 ~ 1994년 3월 31일    |
| 3대  | 김영원 | 1994년 4월 1일 ~ 1998년 6월 30일    |
| 4대  | 이남규 | 1998년 7월 1일 ~ 2002년 1월 2일     |
| 5대  | 김정화 | 2002년 1월 3일 ~ 2004년 1월 11일    |
| 6대  | 조성완 | 2004년 1월 12일 ~ 2006년 4월 16일   |
| 7대  | 신현철 | 2006년 4월 17일 ~ 2008년 9월 22일   |
| 8대  | 박호선 | 2008년 9월 23일 ~ 2010년 3월 18일   |
| 9대  | 이강일 | 2010년 3월 19일 ~ 2011년 3월 10일   |
| 10대 | 정문호 | 2011년 3월 11일 ~ 2012년 11월 15일  |
| 11대 | 김성연 | 2012년 11월 16일 ~ 2013년 11월 20일 |
| 12대 | 전병순 | 2013년 11월 21일 ~ 2017년 6월 30일  |
| 13대 | 이갑규 | 2017년 11월 1일 ~ 2018년 6월 30일   |
| 14대 | 손정호 | 2018년 7월 1일 ~ 2019년 9월 22일    |
| 15대 | 김태한 | 2019년 9월 23일 ~ 2021년 2월        |
| 16대 | 채수종 | 2021년 2월 ~ 2023년 3월 10일        |
| 17대 | 강대훈 | 2023년 3월 10일 ~                   |

## 조직
| - 소방행정과 - 소방행정팀 - 소방감찰팀 - 예산장비팀 - 안전보건팀 | - 예방안전과 - 예방기획팀 - 예방지도팀 - 소방홍보팀 - 119시민체험센터 | - 대응관리과 - 대응기획팀 - 구조대책팀 - 구급관리팀 - 화재조사팀 | - 119종합상황실 - 전산통신팀 - 상황관리 1·2·3팀 - 특수구조단 |

## 산하기관
- 대전동부소방서
- 대전유성소방서
- 대전남부소방서
- 대전대덕소방서
- 대전둔산소방서

## 같이 보기
- 대한민국 소방청
- 대한민국의 소방
- 대한민국 소방공무원